# 大城蘭
大城 蘭（おおしろ らん、1986年8月31日 - ）は、フリーアナウンサー。

## 経歴
沖縄県糸満市で出生するも、父親の仕事の都合から、その後、奄美大島や宮崎県で学生時代を過ごす。豊見城市立上田小学校→奄美市立小宿小学校→宮崎市立潮見小学校→宮崎市立宮崎中学校→宮崎県立宮崎南高等学校を経て、明治大学卒業後RBC琉球放送に入社。2009年4月28日放送の『民謡で今日拝なびら』で初鳴きを果たした。
2009年12月より、小林真樹子より地上デジタル推進大使を引き継ぎ、琉球放送2代目地上デジタル推進大使となる。テレビ完全デジタル化500日前イベントからRBCの地上デジタル放送推進大使として正式に活動を開始した。なおその前に、先島地域でRBC地デジ放送が開始された際には、石垣島へ赴きイベントに参加した。
琉球放送テレビで2009年10月17日から2010年1月16日まで放送された沖縄のご当地ヒーロー「琉神マブヤー」の特撮番組『琉神マブヤー外伝 SO!ウチナー』のナレーションを担当。また毎年3月4日に読谷村文化センターで行われる『ゆかる日・まさる日・さんしんの日』では2011年（第19回）と2012年（第20回）の2年連続で司会を務めており、中でも第19回大会では「かぎやで風」を約2ヵ月間の練習の末に披露したという。
TBSの田中みな実とは学生時代からの友人であり、田中のブログにも度々登場する。その田中のブログにて、大城が2012年3月末で琉球放送を退職し、「東京でフリーアナウンサーとして活動する」ことが記されている。
その後、担当番組すべてを降板。2013年よりオフィスキイワードの東京事務所に籍を置いていた。2015年4月現在は公式Webサイトよりプロフィールが削除されている。
2014年、栃木県日光市鬼怒川温泉の観光大使『ミスきぬがわ』に選出される。

## 人物・エピソード
- 中学時代は弓道部に所属。高校時代は放送部に所属していた（NHK杯全国高等学校放送コンテストにおいて入賞経験あり。）大学時代はフジテレビのアナトレ、日テレ学院、TBSアナウンススクール、また、明治大学のマスコミ研究室などでアナウンスの勉強をしていた。
- 同じ沖縄県出身のジャズシンガー・大城蘭と同姓同名。2010年7月24日放送の『土曜日のタマネギ』で対面した他、同年7月19日に沖縄MUSICAで行われたライブを観覧した際はその家族や親戚とも対面している。
- 大学の政治経済学部の同期にNHKアナウンサーの伊藤海彦（現在は静岡放送局所属）がいる。
- 趣味はカラオケ、ショッピング。

## 担当番組

### ラジオ
- スマイル♪（FMやまと　月曜　12:20-15:00）

## 過去の担当番組

### テレビ
- フラッシュニュース（水曜・木曜　21:54-22:00）
- ズバッとゲット
- 大城蘭のグッドシネマ（番組は「Keiのグッドシネマ」として存続）
- 沖縄BON!!

### iラジオ
- 土曜日のタマネギ（土曜 7:00-9:00、2012年3月24日放送分にて終了）
- 結まーるけいじばん（不定期（琉球放送のアナウンサーが日替わりで担当する東日本大震災被災者支援番組）　月～金17:15-17:20）
- 舞・蘭（日曜7：30－8:00 共演の翁長舞アナウンサーも退社のため3月末にて終了）
- シャキッとi（2010年11月から2011年9月27日放送分まで毎週月・火6：30（6：45～7：00歌のない歌謡曲）～9：00）
- 蘭・らん・日和　（土曜 25:00-）
- ハートオブクラシック　（月曜 24:00-）

## 脚註
1. 1 2  “「第19回ゆかる日・まさる日・さんしんの日」のイベントが盛大に行われました!”.   元気プロジェクト (2011年3月27日). 2014年6月8日閲覧。
2. ↑  “第20回 ゆかる日・まさる日・さんしんの日”. showup.   琉球VOX (2012年2月15日). 2014年6月8日閲覧。
3. ↑  “大城蘭の『かぎやで風』完奏への道”.   「ゆかる日・まさる日・さんしんの日」公式サイト (2011年3月). 2014年6月8日閲覧。
4. ↑  田中みな実 (2012年3月29日). “雪塩ソフト”. 田中みな実のみなはっぴー.  TBSテレビ. 2013年8月10日閲覧。
5. ↑  “初代ミスきぬがわに3人 3月のフェスでデビュー”. 下野新聞 (下野新聞社). (2014年2月24日) 2014年6月8日閲覧。